# Slot Sayn
Het Slot Sayn (Duits: Schloss Sayn) is een slot aan de voet van de heuvel van Burcht Sayn aan de ingang van Sayn, een stadsdeel van het bij de Duitse plaats Koblenz gelegen Bendorf, Rijnland-Palts.

## Geschiedenis

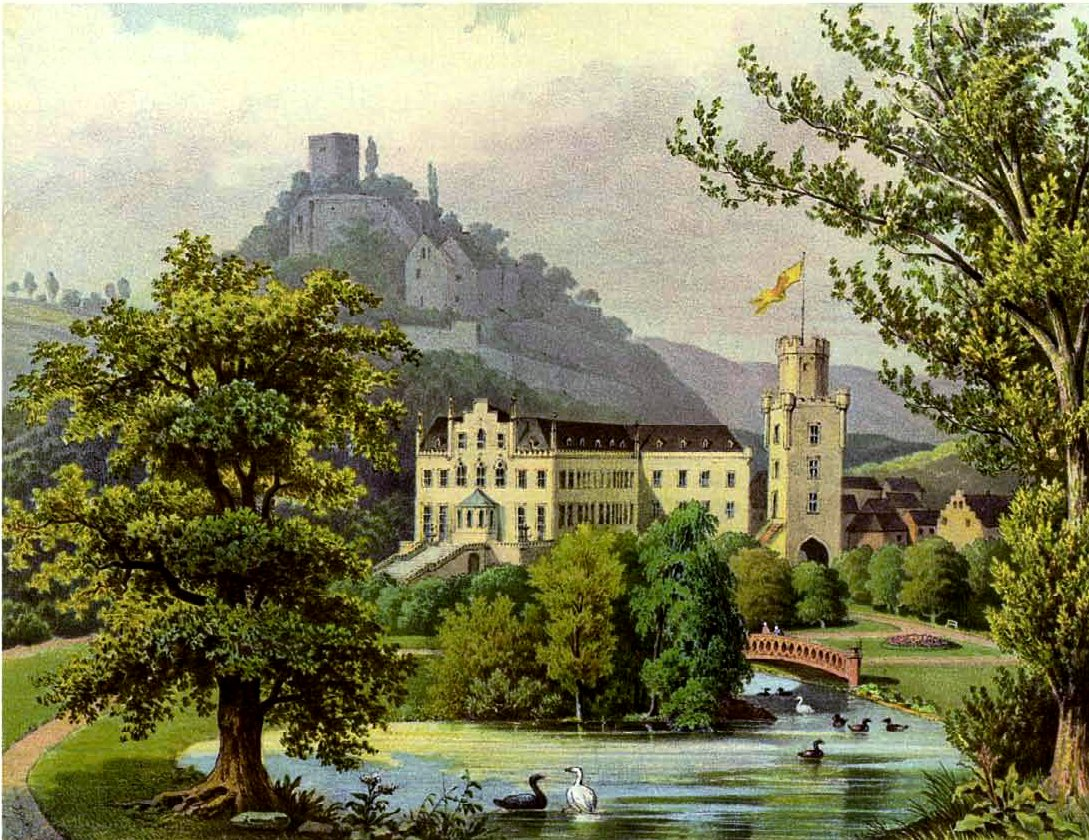
Het slot op een 19e-eeuwse gravure

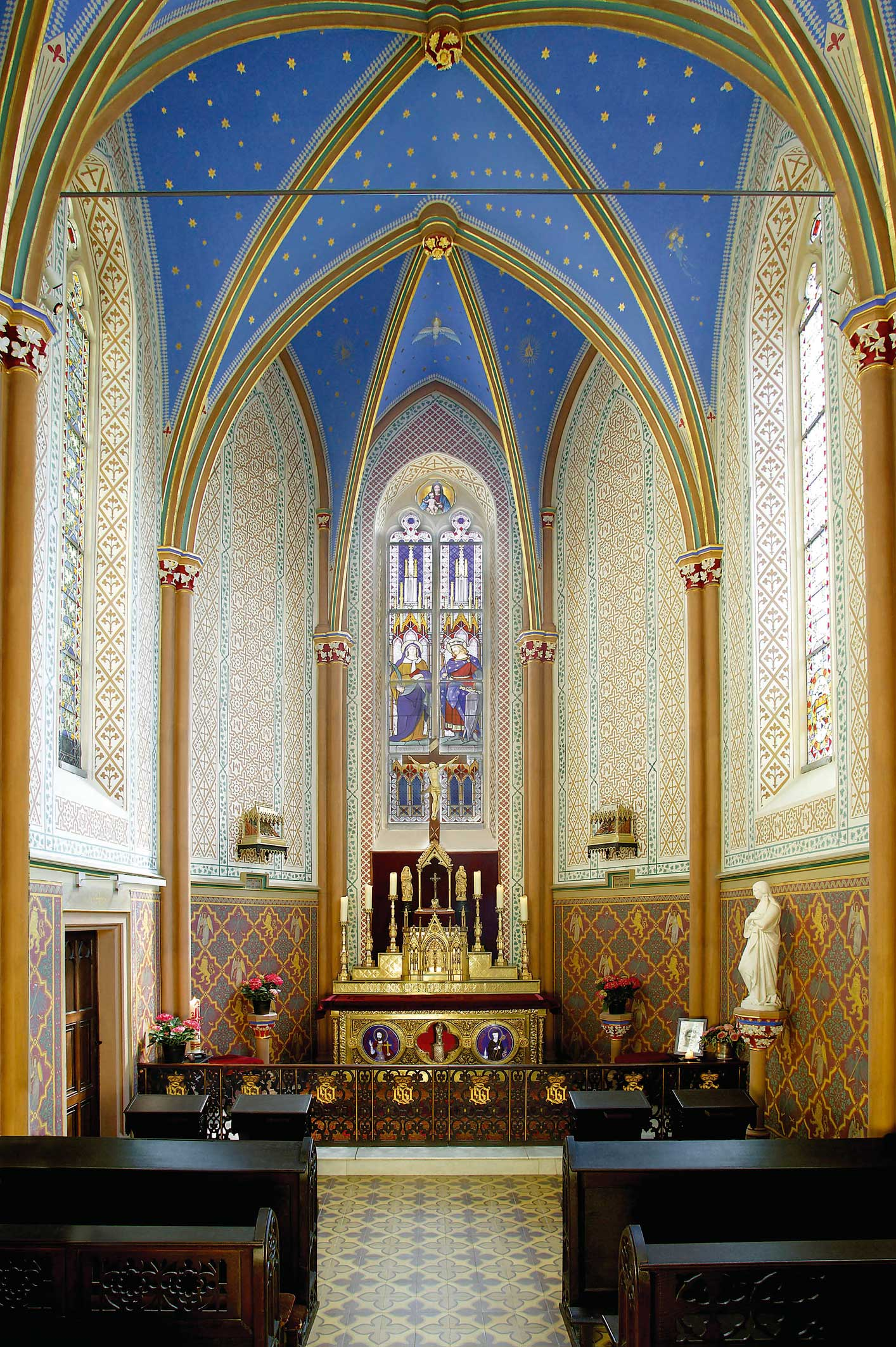
Interieur slotkapel

De oorsprong van het slot ligt in een middeleeuwse 14e-eeuwse voorhof van de 12e-eeuwse burcht, die boven het slot op een rotspunt is gelegen en stamzetel is van de graven van Sayn. De voorhof werd bewoond door de heren van Reiffenberg, ministerialen van de graven van Sayn. In 1757 lieten de graven van Boos-Waldeck de voorhof verbouwen tot een landhuis in barokke stijl.
Toen vorst Lodewijk Adolf Frederik van Sayn-Wittgenstein-Ludwigsburg (1799–1866), de oudste zoon van de Russische veldmaarschalk vorst Lodewijk Adolf Peter van Sayn-Wittgenstein, samen met zijn vrouw Leonilla Barjatinsky (1816–1918) uit Rusland terugkeerden, kreeg hij van de Pruisische koning Frederik Willem IV de ruïne van de in de Dertigjarige Oorlog verwoestte burcht geschonken. In 1848 kocht hij eveneens het barokke landhuis aan de voet van de burchtheuvel aan.
Noch in hetzelfde jaar gaf de vorst de opdracht aan de Franse architect François Joseph Girard om het barokke herenhuis in de stijl van de neogotiek te verbouwen en te vergroten. Aan de oostelijke kant werd in de jaren 1860-1862 door Hermann Nebel een dubbelkapel gebouwd naar het voorbeeld van de Sainte-Chapelle in Parijs. Daar wordt een kostbaar armreliquarium van de heilige Elisabeth van Thüringen in het hoogaltaar bewaard.
In de Tweede Wereldoorlog werd het gebouw kort voor het oorlogseinde bijna geheel verwoest, toen terugtrekkende Duitse troepen een kleine brug voor het slot probeerden op te blazen met een vliegtuigbom. Slechts de buitenmuren van het slot bleven staan; de kapel en de ondergelegen crypte bleven daarentegen vrijwel onbeschadigd.
Prins Alexander liet de toren, die voor het eerst in 1467 genoemd werd, in 1968 in barokke stijl herbouwen. Een uitgebreid herstelprogramma van het geruïneerde slot volgde in 1995. De werkzaamheden aan het gebouw, dat het oorspronkelijke neogotieke uiterlijk terugkreeg, werden in de zomer van 2000 afgesloten. Ook de kapel, de trap en diverse ruimten werden in de historische stijl gerenoveerd. 

## Gebruik
Het Slot Sayn herbergt het Rheinische Eisenkunstguss-Museum met een verzameling objecten van gietijzer, dat samen met de vorstelijke salon en de kapel vanaf begin maart tot begin december kan worden bezichtigd. In het slot is eveneens een restaurant gevestigd.
In het slotpark, een Engelse landschapstuin uit de 19e eeuw, bevindt zich een vlinderhuis dat eveneens kan worden bezocht.